# 布里奇曼效应
布里奇曼效应（英語：Bridgman effect）指的是电流流经各向异性的晶体时，由于晶体内电流的分布不均匀而产生吸热或放热的现象。也称为内部珀尔帖效应。

## 歷史
布里奇曼效应是由美国物理学家珀西·布里奇曼（1882-1961）发现的。布里奇曼主要研究高压对物质性能的影晌以及物质中电和热的现象，曾获1946年诺贝尔物理奖。